# Movimiento Nacionalista Revolucionario de Izquierda-1
El Movimiento Nacionalista Revolucionario de Izquierda-1 (MNRI-1) fue un partido político de Bolivia, que surgió como una escisión del Movimiento Nacionalista Revolucionario de Izquierda (MNRI) para las elecciones generales de 1980.
El MNRI-1 fue formado por un sector campesino, y su candidato presidencial fue Francisco Figueroa y su candidato a vicepresidente fue Marcos Chuquimia. La dupla Figueroa-Chuquimia obtuvo 11696 votes (0,78% de los votos a nivel nacional).
El MNRI-1 desapareció poco después de las elecciones. En diciembre de 1984 había cambiado su nombre a Movimiento de la Alianza Revolucionaria (MAR). MAR se proclamaba a sí mismo como el único partido auténticamente de izquierda en el país, denunciando a la Unidad Democrática y Popular (UDP) como "burguesa".